# Chimère chèvre-mouton
Pour les articles homonymes, voir Chimère.
Une chimère chèvre-mouton (parfois appelée Geep en anglais) est un animal résultant de la combinaison de deux embryons, l'un de mouton et l'autre de chèvre. Cet animal est une chimère car y cohabitent des cellules des deux espèces. Il ne doit pas être confondu avec le chabin, un hybride qui résulte d'une reproduction sexuée entre les deux animaux.

## Historique
Les premières chimères chèvre-mouton ont été créées par des chercheurs de l'Institut de physiologie animale de Cambridge en combinant des embryons de chèvre et de mouton. Leur résultat a été publié en 1984. Les animaux viables était constitués d'une mosaïque de tissus issus des deux animaux. Les parties de peau provenant du mouton portaient de la laine alors celles venant de la chèvre étaient à poil dur.

## Caractéristiques
Dans une chimère, les cellules d'une même lignée embryonnaire gardent les caractéristiques propres à son espèce au lieu d'être un compromis entre les deux espèces source comme dans un hybride. Puisque la chimère combine le génome de deux individus, chacun résultant d'une reproduction sexuée entre deux géniteurs, elle a quatre parents (on dit qu'elle est tétragamétique) contre deux pour un hybride.
Une chimère peut être fertile, mais sa descendance sera un animal de l'une ou l'autre des deux espèces imbriquées (celle à qui il doit ses gonades).
La chimère chèvre-mouton peut se distinguer par sa queue qui se dresse horizontalement à sa base, en combinant les caractéristiques des queues des deux animaux.